# Jonathan Cisternas
Jonathan Josué Cisternas Fernández (ur. 16 czerwca 1980 w Santiago) – chilijski piłkarz występujący na pozycji pomocnika. Zawodnik klubu Ñublense.

## Kariera klubowa
Cisternas karierę rozpoczynał w 2000 roku w zespole Deportes Concepción. Grał tam w latach 2000-2002. W 2003 roku odszedł do Cobreloi. W sezonie 2003 wywalczył z nią mistrzostwo fazy Apertura i Clausura Primera División de Chile. W sezonie 2004 wraz z zespołem ponownie został mistrzem fazy Clausura. W 2006 roku odszedł do Universidadu de Chile, gdzie grał do końca sezonu 2006.
Następnie Cisternas występował w Coquimbo Unido, Ñublense oraz greckim drugoligowcu GS Iliupoli. W 2011 roku wrócił do Ñublense.

## Kariera reprezentacyjna
W reprezentacji Chile Cisternas zadebiutował w 2004 roku. W tym samym roku został powołany do kadry na Copa América. Na tamtym turnieju, zakończonym przez Chile na fazie grupowej, zagrał w meczu z Brazylią (0:1).
W latach 2004–2006 w drużynie narodowej Cisternas rozegrał łącznie 3 spotkania.